# Újezdec (Prachaticei járás)
Újezdec település Csehországban, a Prachaticei járásban. Újezdec Bušanovice, Lipovice, Vlachovo Březí és Tvrzice településekkel határos. Lakosainak száma 84 fő (2024. január 1.).

## Népesség
A település lakosságának változását az alábbi diagram mutatja:
| Lakosok száma | 219  | 238  | 237  | 159  | 96   | 59   | 87   | 88   | 87   | 84   |
|               | 1869 | 1890 | 1921 | 1950 | 1980 | 2001 | 2017 | 2019 | 2022 | 2024 |